# جواد قراب
جواد قراب هافبک تاج و تیم ملی ایران در دهه چهل و پنجاه است. او بازیکنی شوت زن، بازیساز و گل زن بود که مورد توجه رایکوف مربی تاج تهران قرار گرفت. او یکی از اعضای تیم تاج تهران بود که در سال ۱۳۴۹ توانست به عنوان اولین تیم ایرانی قهرمان آسیا شود.

## دوران بازیکنی

### رده باشگاهی

#### برق تهران
جواد قراب، توسط حسین صالحی از داوران بنام آن زمان به باشگاه برق تهران معرفی شد و در ۶ ماه حضور در آن باشگاه توانست آقای گل مسابقات شود و با برق تهران رده چهارم جدول را بدست آورد.

#### استقلال تهران
جواد قراب، بعد از درخشش در تیم برق تهران مورد توجه رایکوف مربی وقت تیم تاج تهران قرار گرفت و به تاج تهران پیوست.
او سال‌ها برای تاج بازی کرد و توانست همراه با تاج چندین بار فاتح جام باشگاه‌های تهران، جام تخت جمشید، جام میلز هندوستان شود. بزرگترین افتخار باشگاهی جواد قراب یک قهرمانی و یک سومی با تاج تهران در جام باشگاه‌های آسیا می‌باشد.
دو گل او به قصر یخ در بازی پایانی جام باشگاه‌های تهران در سال ۱۳۵۰ زمینه‌ساز برتری سه بر صفر و قهرمانی تاج در این مسابقات شد.

### رده ملی
او با درخشش در تیم برق تهران و بعد از آن تاج تهران به تیم ملی دعوت شد. او به واسطهٔ توانایی‌ها فنی خود توانست در تیم ملی جایگاه مستحکمی برای خود دست و پا کند.
او از ارکان تیم ملی ایران در بازی‌های آسیایی ۱۹۷۰ بانکوک، المپیک مونیخ ۱۹۷۲، جام ملت‌های آسیا ۱۹۷۲ و مقدماتی جام جهانی ۱۹۷۴ بود.
او در مجموع ۶۰ بازی برای تیم ملی ایران انجام داد. بزرگترین افتخار ملی او قهرمانی با ایران در جام ملت‌های آسیا در سال ۱۹۷۲ در کشور تایلند بود.

## دوران مربیگری
او پس از کنار رفتن از فوتبال در مقاطعی در کنار بزرگانی چون منصور پورحیدری و ناصر حجازی قرار گرفت و به عنوان کمک مربی بر روی نیمکت استقلال نشست.

## حواشی
- جواد قراب در زمانی که بازیکن تاج بود، بخاطر شوت‌هایش بسیار در نزد هواداران محبوب بود. بطوری که بعد از گلهایی که می‌زد هواداران یک صدا می‌گفتند:

«شوت قراب تور و پاره کرده»
- جواد قراب در شب شکست استقلال در مقابل پرسپولیس در شهرآورد ۷۴ که با دریافت ۳ گل در ۱۰ دقیقه پایانی حاصل شد در برنامه نود حاضر شد. او در آن برنامه با حمایت متعصبانه و خاص خود از استقلال و کادر فنی وقت تیم بیش از پیش مورد توجه هواداران استقلال قرار گرفت.[۳]

## افتخارات

### رده باشگاهی به‌عنوان بازیکن
- قهرمانی در جام باشگاه‌های آسیا ۱۹۷۰ با تاج تهران
- سومی در جام باشگاه‌های آسیا  ۱۹۷۱ با تاج تهران
- قهرمانی در باشگاه‌های ایران جام منطقه‌ای ۱۳۴۹ با تیم تاج
- قهرمانی در جام تخت جمشید ۱۳۵۳ با تاج تهران
- قهرمانی در جام باشگاه‌های تهران ۱۳۴۹ با تاج تهران
- قهرمانی در جام باشگاه‌های تهران ۱۳۵۰ با تاج تهران
- قهرمانی در جام باشگاه‌های تهران ۱۳۵۱ با تاج تهران
- قهرمانی در جام باشگاه‌های میلز هندوستان ۱۳۴۹ با تاج تهران
- قهرمانی در جام باشگاه‌های میلز هندوستان ۱۳۵۱ با تاج تهران
- قهرمانی در جام دوستی ۱۳۵۱ با تاج تهران
- قهرمانی در جام اتحاد ۱۳۵۲ با تاج تهران
- نایب قهرمانی در جام تخت جمشید ۱۳۵۲ با تاج تهران
- نایب قهرمانی در جام حذفی تهران ۱۳۴۹ با تاج تهران
- رده باشگاهی بعنوان مربی
- قهرمانی در جام باشگاه‌های تهران ۱۳۶۴ با استقلال تهران
- سومی در جام باشگاه‌های تهران ۱۳۶۵ با استقلال تهران
- سومی در جام باشگاه‌های تهران ۱۳۶۶ با استقلال تهران
- رده باشگاهی بعنوان رییس کمیته فنی
- قهرمان جام حذفی ایران ۹۶_۹۷

### رده ملی
- قهرمانی در جام ملت‌های آسیا ۱۹۷۲ همراه با تیم ملی ایران
- حضور در المپیک مونیخ ۱۹۷۲ همراه با تیم ملی ایران
- حضور در جام جهانی کوچک برزیل  ۱۹۷۲ همراه با تیم ملی ایران